# Trop belle pour toi
Trop belle pour toi is een Franse film van Bertrand Blier uit 1989.

## Verhaal
Bernard Barthélémy, baas van een BMW-garage, heeft een bijzonder knappe echtgenote, Florence. Hij wordt verliefd op een vrouw met een alledaags uiterlijk, Colette, die tijdelijk bij hem werkt als secretaresse. Deze relatie gaat zijn leven ingrijpend wijzigen.

## Rolverdeling
| Acteur             | Personage                                   |
| ------------------ | ------------------------------------------- |
| Gérard Depardieu   | Bernard Barthélémy                          |
| Josiane Balasko    | Colette Chevassu                            |
| Carole Bouquet     | Florence Barthélémy / buurvrouw van Colette |
| Roland Blanche     | Marcello                                    |
| Myriam Boyer       | Geneviève                                   |
| François Cluzet    | Pascal                                      |
| Didier Bénureau    | Léonce                                      |
| Denise Chalem      | Lorène                                      |
| Jean-Paul Farré    | pianist                                     |
| Stéphane Auberghen | Paula                                       |
| Philippe Faure     | echtgenoot van Colette                      |
| Jean-Louis Cordina | Gaby                                        |
| Philippe Loffredo  | Tanguy                                      |
| Richard Martin     | man uit de tram                             |
| Juana Marques      | de dochter                                  |
| Flavien Lebarbe    | de zoon                                     |
| Sylvie Orcier      | Marie-Catherine                             |
| Sylvie Simon       | receptionniste                              |

## Prijzen en onderscheidingen
- Grote prijs van de jury (Grand prix du jury) op het filmfestival van Cannes 1989
- 5 Césars du cinéma 1990, onder meer :
  - César voor beste film
  - César voor beste regisseur voor Bertrand Blier
  - César voor beste actrice voor Carole Bouquet
  - César voor beste montage voor Claudine Merlin